# Stanisław Batavia
Stanisław Batavia (Łódź, 24 maggio 1898 – Varsavia, 21 aprile 1980) è stato un criminologo polacco.

## Biografia

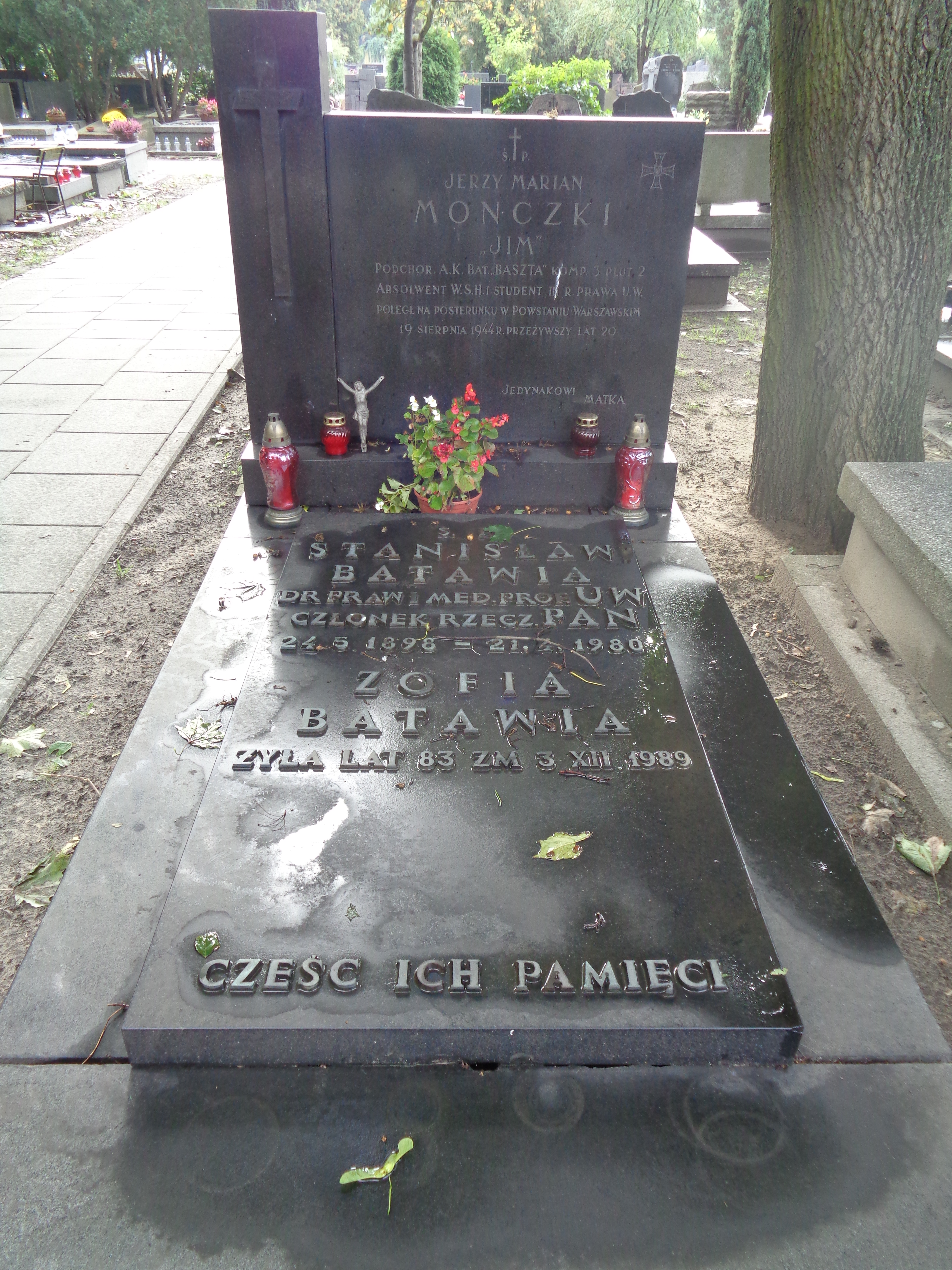

Figlio di Maksymilian e di Eugenia Neumark, negli anni 1918-1923 ha studiato giurisprudenza e medicina dal 1924 al 1929 all'Università di Varsavia; è stato tra i suoi maestri, tra gli altri, Leon Petrażycki. Ha completato il tirocinio formativo nel Terzo Reparto "Bambino Gesù" dell'Ospedale di Varsavia (1929-1930). Nel 1931 ha discusso la sua tesi di dottorato Introduzione al lavoro allo studio di criminali. In seguito, è stato assistente senior presso il Dipartimento di Criminologia (1929-1939) e professore ordinario presso il Dipartimento di malattie nervose (1929-1931). È stato responsabile del Centro di Formazione reparto psichiatrico dell'ospedale sanitario a Varsavia (1931-1934), assistente presso il dipartimento di neuropsichiatria infantile dell'Istituto Igiene Mentale a Varsavia (1935-1939), esperto legale nel campo della psichiatria, curatore della rivista scientifica "Archivi di criminologia". 
Durante la guerra fu tenente al servizio medico. Negli anni 1940-1944 ha lavorato presso il Centro per la Salute Jeziorna vicino a Varsavia.
Dopo la guerra tornò a lavorare presso la Università di Varsavia dove, dopo aver presentato il lavoro Bias alla luce dei gemelli (preparato ancora nel 1939) è stato professore associato di criminologia (1945). Dal 1946 è stato professore e capo del Dipartimento di Criminologia presso la Facoltà di Diritto Penale, nel 1958 ha ricevuto il titolo di professore. Ha svolto lezioni sulla criminologia e psichiatria forense e sul comportamento (al 1949) alla Università di Łódź. È stato membro del Central Bureau of Investigation sui crimini perpetrati nel secondo dopoguerra (1946-1951), ha servito come consulente nazionale nel campo della psichiatria forense presso il Ministero della Salute (1951-1954), ha lavorato anche con il Dipartimento di Scienze Giuridiche (dal 1956 che ha preso il nome di Istituto di Scienze Giuridiche) e Istituto Psico-neurologico in Pruszków. È andato in pensione nel 1968.
Il suo campo di ricerca spazia dalla criminologia al diritto penale, dalla psichiatria alla patologia sociale. È considerato il fondatore della scuola polacca di criminologia clinica. Ha condotto un'analisi sociologica della criminologia e della criminalità nazista, oltre alla documentazione raccolta dei crimini nazisti in territorio polacco. Interessato al problema della delinquenza minorile, anche negli anni trenta, ha condotto uno studio su giovani delinquenti nelle istituzioni e nelle carceri di Varsavia, in numerose pubblicazioni ha evidenziato l'impatto negativo sulla psiche dei giovani in carcere. Grazie al suo interesse sul fenomeno del alcolismo, ha organizzato degli studi ambientali nelle famiglie degli alcolisti in Polonia, dove ha introdotto il concetto di “stato di intossicazione sullo sfondo di patologico” ad un caso forense psichiatrico, è stato l'iniziatore di record per il trattamento degli alcolisti e delle loro cure familiari di cui alla legge sulla lotta contro l'alcolismo nel 1956. Inoltre, ha avviato la ricerca sull'abuso di droghe tra gli adolescenti e sulla tossicomania in Polonia. 
Dal 1969 è membro dell'Accademia polacca delle scienze. È stato anche membro della Società Internazionale di Criminologia. Nel 1975 ha vinto il premio per l'équipe di segretario scientifico di studio delle Scienze dei problemi sociali dei giovani e l'alcolismo. È stato insignito, tra gli altri della Croce di ufficiale e di commendatore dell'Ordine della Polonia Restituta e dell'Ordine della Bandiera del lavoro.

## Opere
- Cele i metody badań kryminologiczno-biologicznych (1931)
- Charakter przestępczy (1933)
- Wpływ ostatniej wojny na przestępczość nieletnich (1948)
- Badania nad nieletnimi przestępcami (1949, z Janiną Budkiewicz i Marią Żebrowską)
- Społeczne skutki nałogowego alkoholizmu w świetle badań środowiskowych 100 rodzin nałogowych alkoholików (1951)
- Proces społecznego wykolejania się nieletnich przestępców (1958)
- Młodociani i młodzi recydywiści w świetle badań kryminologicznych (1965)
- Sprawcy przestępstw i wykroczeń systematycznie nadużywający alkoholu (1974)